# 白介素-15受体
白细胞介素-15受体（英语：Interleukin-15 receptor），简称白介素-15受体，是一种I型细胞因子受体，结合白细胞介素-15。它由白介素15受体α亚基组成，并与白介素-2受体共享共同的β和γ亚基。